# Max-Pax Coffee Classic 1973
Max-Pax Coffee Classic, також відомий під назвою Virginia Slims of Philadelphia,  — жіночий тенісний турнір, що проходив на закритих кортах із килимовим покриттям Палестра у Філадельфії (США) в рамках Світової чемпіонської серії Вірджинії Слімс 1973. Турнір відбувся вдруге і тривав з 3 до 8 квітня 1973 року. Перша сіяна Маргарет Корт здобула титул в одиночному розряді й отримала за це 12 тис. доларів США.

## Фінальна частина

### Одиночний розряд
Маргарет Корт —  Керрі Гарріс 	6–1, 6–0

### Парний розряд
Маргарет Корт /  Леслі Гант —  Франсуаза Дюрр /  Бетті Стов 6–1, 3–6, 6–2

## Розподіл призових грошей
| Дисципліна       | П       | F      | 3-тє   | 4-те   | ЧФ     | 1/8    |
| Одиночний розряд | $12,000 | $7,000 | $3,500 | $3,000 | $1,800 | $1,000 |